# Storebrand
Storebrand ASA (OSE: STB
) er en norsk finanskoncern. Koncernen består af selskaber som tilbyder livsforsikring, skadeforsikring, kapitalforvaltning og bank rettet mod privatpersoner, virksomheder, kommuner og offentlige virksomheder.
Historien går tilbage til 1767, da «Den almindelige Brand-Forsikrings-Anstalt» blev oprettet som en tvungen brandforsikring for bygninger i de norske byer.
Storebrand Bank blev oprettet i 1996.
Skadeforsikringsdelen i Storebrand blev i 1999 fraskilt i et separat selskab kaldet If. I løbet af få år solgte Storebrand sig ud af If, men i 2006 besluttede Storebrand igen at tilbyde skadeforsikring og startede et nyt skadesforsikringsselskab, som blev opbygget fra bunden af.
Storebrand har hovedkontor på Lysaker i Bærum og har et netværk af kontorer i Norge.
Koncernen er tilstede på det svenske marked gennem datterselskapet SPP som omfatter tjenestepension, kapitalforvaltningstjenester og helseforsikring.
Selskabet er noteret på Oslo Børs med tickeren STB, og administrerende direktør i Storebrand ASA er Odd Arild Grefstad.

## Fusioner
Storebrand har fusioneret med flere selskaber gennem tiden.
I 1970'erne købte Storebrand de resterende aktier i Det norske Livsforsikringsselskab Idun, og Storebrand-Idun blev skabt. Storebrand havde ejet de fleste aktier i Idun siden 1923.
Storebrand og Norden fusionerede i 1982 og blev til Storebrand-Norden.
I 1991 fusionerede Storebrand med UNI og blev til UNI Storebrand.
I 2007 købte Storebrand det svenske livsforsikringsselskab SPP.

## Børsinformation
- Storebrand er del af aktieindekset OBX-indeksen på Oslo Børs. Akstien har ticker STB.